# 室內美式足球
室內美式足球（Arena Football）是由前合眾國美式足球聯盟和國家美式足球聯盟主管吉姆·佛斯特所發明的運動。當他在1981年於麥迪遜花園廣場（Madison Square Garden）觀賞一場室內足球（Indoor Soccer）比賽時，他發明了這項運動的幾項基本規則。在之後的五年內，他持續修正這些規則，並且舉辦一些測試比賽，直到他準備好於1987年成立室內美式足球聯盟（Arena Football League，AFL）。聯盟於2000年產生了一個稱作af2的小聯盟。其它人開始成立他們自己的室內美式足球聯盟。這些聯盟技術上來說因為佛斯特在1990年獲得的規則專利因素（特別是在rebound nets （页面存档备份，存于）） ，並不是在打室內美式足球（實際上由Gridiron Enterprises所擁有）。

## 比賽規則
室內美式足球與美式足球是兩個非常相近的運動，因此室內美式足球聯盟和國家美式足球聯盟規則間的不同僅限於依據縮小場地而定的規則。除了縮小版的場地尺寸外，其他規則依據快節奏和高比分的目的而改變。

### 場地
圍場美式足球只在室內舉行比賽，通常這些場館是設計給籃球或是冰上曲棍球使用的。場地的寬度跟國家冰球聯盟冰球場（National Hockey League）是同樣的寬度（85呎）。球場長度為50碼加上兩個8碼的達陣區。依據球場的使用運動，達陣區可能是矩形的（如籃球場）或是曲形的（如冰球場）。

### 球員
每隊共有8名上陣球員以及20名登錄球員。球員必定為攻擊及防守，除了四分衛及踢球員例外，一名專門攻擊球員以兩名專門防守球員（外接員/跑鋒組合及後衛）

### 得分
得分規則與NFL一樣

### 時間

#### 現行時間規則
在第四節最後一分鐘，如果進攻隊伍無法突破進攻線，時間將會停頓。這個規則的設定是防止出現類似11人制橄榄球比賽中分數領先的球隊在進攻中使用單膝跪地或其他意在消耗比賽剩余時間的進攻方式。
在延長賽，每隊可以有一次得分機會。如果其中一隊得分，而另一隊失去得分機者，為前者勝。如果兩隊在攻擊交換後仍然得分，會進入突然死亡階段。每個延長賽節數是15分鐘，直到仍未能分高下為止。

#### 過去時間規則的改變
2006年球季以前，有15分鐘延長賽，如果在延長賽仍然是平手，雙方的記錄仍是打和，AFL在2006年球季改變規則後仍有兩場平手的比賽：
- 1998年7月14日：Chicago Bruisers 37, Los Angeles Cobras 37（延長賽分兩節，每節為7分鐘30秒）
- 2005年4月8日：Nashville Kats 41, Dallas Desperados 41

2006年以前，時鐘是25秒。

## 外部連結
- 圍場美式足球聯盟首頁（英文）
- AF2首頁（英文）
- Arena Football Network（页面存档备份，存于）（英文）